# MacOS Mojave
macOS Mojave（讀音為/moʊˈhɑːvi, mə-/ mo-HAH-vee，版本編號為 10.14），是苹果公司推出的第15代macOS。Mojave於2018年6月4日的WWDC發布首個開發者預覽版，並於2018年9月24日公開發布正式版。依循蘋果公司自OS X Mavericks起以加州景觀命名的慣例，這一版macOS命名自加州東南部的莫哈韋沙漠。其前代是macOS High Sierra，而繼代是macOS Catalina。
macOS Mojave把多個iOS應用程式移植到Mac，包括Apple News、股市、语言备忘录及家庭App，還引入了更全面的夜間模式。其前代是macOS High Sierra，而繼代是macOS Catalina。
macOS Mojave 是最后一个包含iTunes和Dashboard的 macOS 版本，也是最后一个支持32位應用程式的macOS版本。

## 總覽
2018年6月4日，macOS Mojave由蘋果公司於聖荷西举办的年度全球軟體開發者年會（WWDC）上發布。蘋果公司以莫哈韋沙漠的名字命名它為Mojave，並宣传其添加了使所有用戶受惠的「专业」功能。同日，該操作系統的開發者預覽版本發布，Beta版本也随后於6月26日推出。Mojave的正式版本於9月24日發布，最近的安全更新在2020年3月24日發布。

## 系統需求
macOS Mojave只支持能够使用Metal API的GPU之Mac，并且官方系统需求比上一版本 macOS High Sierra 更加严格。兼容型号包括以下出厂运行OS X Mountain Lion或更高版本的 Macintosh 电脑：
- 2015年初或更後期的MacBook；
- 2012年中或更後期的MacBook Air；
- 2012年中或更後期的MacBook Pro（不需要Retina顯示器）；
- 2012年末或更新的Mac mini；
- 2012年末或更新的iMac；
- iMac Pro
- 2013年後期或更新的Mac Pro；2010年及2012年中的型號（需支援Metal (API)功能的GPU機型）[15]、2013年或其後的機型；

macOS Mojave 需要至少 2  GB 内存和 12.5  GB 可用磁盘空间才能从OS X El Capitan、macOS Sierra或 macOS High Sierra 升级；或需要 18.5  GB 可用磁盘空间才能从 OS X Yosemite 及更早版本升级。如果安装卷之前未从HFS+转换，则 Mojave 安装会将安装卷转换为Apple 文件系统(APFS) 。

## 變更

### 系統更新
macOS Mojave 弃用了对操作系统多项旧版功能的支持。图形框架OpenGL和OpenCL仍受操作系统支持，但将不再维护；Apple 鼓励开发者改用Metal库。
OpenGL 是一个跨平台的图形框架，旨在支持多种处理器。20 世纪 90 年代末，苹果在放弃 QuickDraw 3D 之后选择了 OpenGL，将其用于在 Mac 上构建对软件图形渲染的支持。当时，转向 OpenGL 让苹果能够利用现有的库，在多种不同的 GPU 上实现硬件加速。随着时间推移，苹果将重心转向为移动和桌面平台构建自家硬件。Metal 利用这种硬件的同质化，舍弃了抽象层，直接运行在“裸机”上。Metal 减轻了 CPU 负担，把更多任务交给 GPU 处理；它减少了驱动开销并改进了多线程，让每个 CPU 线程都能向 GPU 发送指令。
macOS 原生不支持Vulkan，但MoltenVK库可以作为桥梁，将 Vulkan 1.0 API 的大部分功能转换为 Metal API。
macOS High Sierra (10.13) 中就已发出与 32 位应用程序兼容性警告，而 Mojave 也延续了这一趋势。在打开 32 位应用程序时，它会发出警告，提示未来更新将不再支持这些应用程序。在 macOS Mojave 10.14 中，由于 macOS 10.15 不支持 32 位应用程序，因此每 30 天启动应用程序时都会出现一次此警告。
安装 Mojave 后，它会将固态硬盘(SSD)、硬盘驱动器(HDD) 和Fusion Drives从HFS Plus转换为APFS。在使用 APFS 的 Fusion Drives 上，文件将根据文件的使用频率及其 SSD 性能配置文件移动到 SSD。APFS 还会将 Fusion Drives 文件系统的所有元数据存储在 SSD 上。
新的数据保护措施要求应用程序在使用 Mac 摄像头和麦克风，或访问用户邮件历史记录和信息数据库等系统数据之前，必须获得用户的许可。

#### 已移除的功能
Mojave刪除了在OS X Mountain Lion中新增的Facebook、Twitter、Vimeo及Flickr集成。
Mojave 还取消了对文本亚像素渲染的支持。该功能此前用于非 Retina 显示屏，以改善屏幕上文本的显示效果。
这个版本唯二受支持的 Nvidia 显卡是 Quadro K5000 和 GeForce GTX 680 Mac 版。

### 應用程式
Mojave对现有应用程序进行了改进，也新增了一些应用程序。Finder现在支持通过“视图”>“显示预览”访问元数据预览，此外还有许多其他更新，包括以「畫廊視圖（Gallery）」的方式檢視（以取代Cover Flow），讓用戶可以直觀地瀏覽文件。在屏幕被截圖後，圖像将会像iOS一样出現於屏幕的角落。現在，使用屏幕截圖軟件可以錄製視頻与選擇儲存位置，並透過⌘ Command+⇧ Shift+5來開啟；在「快速查看（Quick Look）」 中增加了標記功能；側邊欄中加入更詳細的資訊及快速動作，让使用者可以對檔案進行快速處理，而快速動作可以在 Automator 中自定。
Safari的“追踪预防”功能现已阻止社交媒体上的“点赞”或“分享”按钮以及评论小部件在未经许可的情况下追踪用户。此外，该浏览器还会减少向网络服务器发送用户系统信息的数量，从而降低根据系统配置被追踪的可能性。。当用户创建新的在线账户时，它还可以自动创建、自动填充和存储强密码；它还会标记重复使用的密码，以便用户更改。。
macOS Mojave 新增了屏幕截图 (Screenshot) 应用，以取代之前的抓取 (Grab) 应用。屏幕截图可以截取选定区域、窗口或整个屏幕，也可以录制选定区域或整个屏幕。屏幕截图應用程式与抓取 (Grab) 應用程式同樣位於/Applications/Utilities/的資料夾下，屏幕截圖及新增的錄影功能也可以透過按下快速鍵⌘ Command+⇧ Shift+5來實現。

### FaceTime
2018年10月30日發布的macOS 10.14.1增加了群組FaceTime的功能，讓用戶能利用iPhone，iPad，Mac或Apple Watch以視頻或音頻同時与多达32人聊天，發言者的畫面會自動放大，而參與者可以對話中段加入。另外，它也支援即時視訊的Animoji及Memoji。

### 應用程式商店
Mac App Store被彻底改写，具有類似App Store (iOS/iPadOS)的新界面和編者內容。新的「發現」標籤突出顯示了最新和已更新的應用程式；創建、工作、玩樂和開發標籤協助使用者查找用於特定項目或目的之應用程式。

### 將iOS應用移植到macOS
四款新應用（新聞、股市、語音備忘錄和家居應用套件）從iOS移植至macOS Mojave，Apple 於桌面操作系統上實現了UIKit的子集。第三方開發者將能夠在2019年把iOS應用移植至macOS。
通过 Home，Mac 用户可以控制支持 HomeKit 的配件，例如开关灯或调节恒温器设置。语音备忘录允许用户录制音频（例如个人笔记、讲座、会议、采访或歌曲创意），并通过 iPhone、iPad 或 Mac 访问。股票提供精选的市场新闻以及个性化的关注列表，其中包含报价和图表。

## 用戶界面

### 深色模式與強調色彩
先前於OS X Yosemite中引入的「深色模式（Dark Mode）」僅影響Dock、選項欄及下拉選單，而macOS Mojave在系统中全面引入了深色模式，一種淺色文字出現於深色用戶界面的配色方案。在安裝macOS Mojave時或安裝後，用戶可從系統偏好設置中選擇使用黑暗模式或明亮模式。蘋果公司的內置應用程式都支援深色模式，第三方開發者可以透過一個公共應用程式介面於其應用程式中實現深色模式。
用戶可選擇更換為深色外觀并使用白天或黑夜的莫哈韋沙漠桌面壁纸。Apple亦有提供API給予開發者將他們的應用程式改成深色外觀。

### 桌面
Mac OS X Leopard中引入了Dock栏的堆疊功能，現在用戶也可以根據文件屬性（如文件種類，上次打開日期，修改日期，創建日期，名稱和標籤）把桌面文件堆叠分类了。用户可透過「查看」﹥「使用堆疊」來設定。
macOS Mojave具有新的動態桌面，可隨著一天中時間的變化而自動更改特定的桌面背景。

### Dock
Dock可以容納以前未添加到那裡的最近使用應用程式。

### 偏好設定
macOS的更新功能已從Mac App Store轉移回到系統偏好設定。在OS X Mountain Lion（10.8）中，系統和應用程式更新從軟件更新移至App Store下載。

### 接續互通
在 Mac 上使用 Pages、 Keynote 等辦公軟體進行編輯時，可以使用 iPhone 來拍攝圖片或掃描文件，插入到媒體中。

## 招待會
macOS Mojave廣泛受到科技記者和媒體的歡迎。《The Verge》的雅各布·卡斯特雷納克斯（Jacob Kastrenakes）認為Mojave是相對較小的更新，但卡斯特雷納克斯及傑森·斯內爾（Jason Snell）認為該版本暗示了macOS的未來發展方向。相比之下，《Ars Technica》的安德魯·坎寧安（Andrew Cunningham）覺得「Mojave的感覺，即使不是完全具有變革性，也至少比較最近幾個macOS的版本所感覺到的『後果』為多。」坎寧安著重介紹了其生產力的提高以及在macOS的基礎上繼續開展的工作。
《TechCrunch》的布萊恩·希爾特（Brian Heater）將macOS Mojave稱為「可以說是最近記憶中最集中的macOS版本」，使他們的專業用戶放心指它仍然致力於那裡的過程中起著重要作用。
Mojave的新功能受到廣泛好評，尤其是深色模式。
。

## 版本歷史
|  | 過往版本 |  | 目前版本 |

| 版本    | 組建編號 | 發佈日期      | Darwin版本               | 發行說明 | 單獨下載                        |
| ------- | -------- | ------------- | ------------------------ | --- | ------------------------------- |
| 10.14   | 18A293u  | 2018年6月4日  | 18.0.0                   | macOS Mojave | 不適用                          |
| 10.14   | 18A314h  | 2018年6月19日 | 18.0.0                   | macOS Mojave | 不適用                          |
| 10.14   | 18A326g  | 2018年7月6日  | 18.0.0                   | macOS Mojave | 不適用                          |
| 10.14   | 18A326h  | 2018年7月8日  | 18.0.0                   | macOS Mojave | 不適用                          |
| 10.14   | 18A336e  | 2018年7月16日 | 18.0.0                   | macOS Mojave | 不適用                          |
| 10.14   | 18A347e  | 2018年7月30日 | 18.0.0                   | macOS Mojave | 不適用                          |
| 10.14   | 18A353d  | 2018年8月6日  | 18.0.0                   | macOS Mojave | 不適用                          |
| 10.14   | 18A365a  | 2018年8月13日 | 18.0.0                   | macOS Mojave | 不適用                          |
| 10.14   | 18A371a  | 2018年8月20日 | 18.0.0                   | macOS Mojave | 不適用                          |
| 10.14   | 18A377a  | 2018年8月27日 | 18.0.0                   | macOS Mojave | 不適用                          |
| 10.14   | 18A384a  | 2018年9月4日  | 18.0.0                   | macOS Mojave | 不適用                          |
| 10.14   | 18A389   | 2018年9月12日 | 18.0.0                   | macOS Mojave | 不適用                          |
| 10.14   | 18A391   | 2018年9月24日 | 18.0.0                   | macOS Mojave | 在Mac App Store上的macOS Mojave |
| 10.14.1 | 18B45d   | 2018年9月25日 | 18.2.0                   | macOS Mojave | 不適用                          |
| 10.14.1 | 18B50c   | 2018年10月2日 | 18.2.0                   | macOS Mojave | 不適用                          |
| 10.14.1 | 18B57c   | 2018年10月8日 | 18.2.0                   | macOS Mojave | 不適用                          |
| 10.14.2 | 18C54    | 2018年12月5日 | 18.2.0 xnu-4903.231.4~2  | 更新說明 安全更新 | 更新 組合更新                   |
| 10.14.3 | 18D42    | 2019年1月22日 | 18.2.0 xnu-4903.241.1~1  | 更新說明 安全更新 | 更新 組合更新                   |
| 10.14.3 | 18D43    | 2019年1月25日 | 18.2.0 xnu-4903.241.1~1  | 更新說明 安全更新 | 更新 組合更新                   |
| 10.14.3 | 18D109   | 2019年2月7日  | 18.2.0 xnu-4903.241.1~1  | 安全更新 | 補充更新                        |
| 10.14.4 | 18E226   | 2019年3月25日 | 18.5.0 xnu-4903.251.3~3  | 更新說明 安全更新 | 更新 組合更新                   |
| 10.14.5 | 18F132   | 2019年5月13日 | 18.6.0 xnu-4903.261.4~2  | 更新說明 補充更新 | 更新 組合更新                   |
| 10.14.6 | 18G84    | 2019年7月22日 | 18.7.0 xnu-4903.270.47~4 | 更新說明 安全更新 | 更新                            |
| 10.14.6 | 18G87    | 2019年8月1日  | 18.7.0 xnu-4903.270.47~4 | 解決了「從睡眠到喚醒」的導致Mac無法從睡眠中正確地喚醒的錯誤。 | 補充更新                        |
| 10.14.6 | 18G95    | 2019年8月26日 | 18.7.0 xnu-4903.271.2~2  | 安全性更新和錯誤修復 - 解決了： MacBook於睡眠期間關閉 - 解決了： 處理大容量文件時的節流性能 - 解決了： iLife應用程式（Pages、Keynote、Numbers、GarageBand及iMovie 未更新） - 重新修補了先前更新中意外修補的漏洞，這可能會導致黑客嘗試入侵 | 補充更新                        |
| 10.14.6 | 18G103   | 2019年9月26日 | 18.7.0 xnu-4903.271.2~2  | 安全性更新和錯誤修復 | 補充更新                        |